# Bactériose vasculaire du manioc
La bactériose vasculaire du manioc est une maladie bactérienne qui affecte les cultures de manioc (Manihot esculenta) et dont l'agent causal est Xanthomonas axonopodis pv. manihotis, gammaprotéobactérie de la famille des Xanthomonadaceae.
Cette maladie, apparue au Brésil en 1912, a suivi l'extension de la culture du manioc dans le monde. Parmi les maladies qui affectent le manioc au niveau mondial, la bactériose vasculaire provoque les pertes de récolte les plus importantes.

## Importance économique
Le manioc est un aliment de base dans les pays en développement des régions tropicales. La production mondiale de manioc s'élevait en 2007 à 228 millions de tonnes, dont 52 % en provenance d'Afrique. On estime qu'en Afrique le manioc apporte 37 % du total des calories consommées par l'homme.
On estime en outre que le manioc se classe au sixième rang de toutes les cultures mondiales pour la production de calories.
Ces chiffres seraient probablement plus importants si la bactériose vasculaire était éradiquée. 
Les évaluations de la proportion des cultures du manioc détruite chaque année par la bactériose vasculaire  varient considérablement, mais des études ont montré qu'une seule greffe infectée pouvait entraîner une perte de rendement de 30 % en un cycle de croissance, et jusqu'à 80 % au bout de trois cycles si aucune mesure de contrôle n'était prise. Cette maladie a connu un certain nombre de foyers historiques. Le Zaïre a perdu annuellement 75 % de sa récolte de tubercules et presque la totalité de sa production de feuilles riches en protéines au début des années 1970, tandis que dans certaines régions du Brésil la perte de récolte de tubercules atteignit 50% en 1974.